# Ronaldo Giovanelli
Ronaldo Soares Giovanelli (São Paulo, 20 de novembro de 1967) é um ex-futebolista brasileiro que atuava como goleiro. Também é um cantor, compositor e comentarista esportivo. 
Atuou como goleiro do Corinthians por 10 anos consecutivos. Ídolo, é o segundo goleiro que mais vezes vestiu a camisa do Corinthians e o quarto jogador que mais vezes vestiu a camisa do Corinthians na história do clube. Ronaldo marcou sua trajetória como goleiro do Timão pela sua personalidade forte e explosiva que lhe renderam 16 cartões vermelhos e várias situações que lhe afastaram da Seleção Brasileira. 
Trabalha atualmente no Grupo Bandeirantes, no programa Jogo Aberto, da Rede Bandeirantes, e é comentarista na Rádio Bandeirantes.

## Biografia

### Carreira Futebolística

#### Corinthians
Ronaldo começou sua caminhada no futebol em 1979, quando passou em uma peneira realizada no Corinthians. 
Em 1987 teve a oportunidade de ficar no banco dos profissionais pela primeira vez na carreira, mas só foi fazer sua estreia dentro de campo com o treinador Jair Pereira, no dia 7 de fevereiro de 1988, num amistoso contra o São José, que terminou empatado com o placar mínimo. Era o terceiro goleiro do time, em uma época em que o Corinthians contava com Carlos e Valdir Peres.
Com Valdir Peres dispensado e Carlos ainda se recuperando de uma lesão no tornozelo (e recém chegado da seleção), Ronaldo foi escalado para a estreia do clube do Parque São Jorge no Campeonato Paulista, quando defendeu um pênalti do ídolo são-paulino Dario Pereyra.
O grande goleiro Carlos o até então camisa 1 da Seleção Brasileira antes de ser vendido para a Turquia, perdeu a titularidade para Ronaldo que a os 20 anos, herdou a camisa 1. Como titular devido a belíssimas atuações importantes antes e depois da titularidade absoluta, principalmente nos dois jogos da final do Paulista 1988 contra o Guarani, quando o Corinthians conquistou seu 20º título paulista, foi possível a venda de Carlos sem receio ou dúvida da nova revelação do terrão. No Brasileiro de 1988 naquele mesmo ano, Ronaldo destacou-se como maior pegador de pênaltis do campeonato em que não havia empates, indo diretamente para desempate nos pênaltis.
Foi fundamental nos Campeonatos Brasileiros de 1990 (vencido pelo Corinthians), quando era uma das únicas estrelas da equipe ao lado de Neto, Muito ágil e dono de um reflexo apurado Ronaldo foi sempre jogador fundamental nos 10 anos em que defendeu o Corinthians, sendo jogador fundamental dentro e fora de campo e ajudando na conquista de títulos como em sua atuação impecável nos jogos finais do Brasileirão 1990, em 1994, quando sucumbiu com o time do Corinthians na final contra o Palmeiras vencida pelo time alviverde por 4x0 em jogo em que foi expulso por agarrar o atacante Edmundo pelo pescoço no meio campo. Em 1997 foi o único que se salvou no time quase rebaixado no Brasileirão, com ótimas defesas foi fundamental p/ evitar a queda do time.
Ronaldo é o quarto jogador com mais partidas (602) pelo Corinthians, perdendo apenas para Wladimir, Cássio e Luizinho. Na equipe alvinegra conquistou os Campeonatos Paulistas de 1988, 1995 e 1997, o Campeonato Brasileiro 1990, a Supercopa do Brasil 1991, a taça da Copa Bandeirantes 1994 e a Copa do Brasil 1995, cuja final é lembrada pelas atuações memoráveis do goleiro Líbero que fechava o gol e abria o jogo devido a sua técnica também com a bola nos pês, Ronaldo e companhia foram decisivos. Seu único titulo Internacional foi no País da Espanha em Cádiz; Troféu Ramón de Carranza, 1996. Ronaldo não sofreu gol e teve mais uma vez grande destaque na conquista.  Deixou o clube no início de 1998, não tendo o seu vínculo renovado pela diretoria a pedido do então recém-contratado técnico Vanderlei Luxemburgo.

#### Outros Clubes
Após deixar o Corinthians, Ronaldo foi contratado pelo Fluminense para ajudar o clube na disputa da 2ª divisão do Brasileiro daquele ano, porém ao levar um frango em um jogo contra o Juventus foi o responsável pela queda do time para 3a divisão . Depois disso, ainda teve passagens por Cruzeiro (onde ganhou o seguinte cântico da torcida: “Ô Ronaldo, Ronaldo metaleiro/Vê se fecha o gol pra torcida do Cruzeiro”), Internacional de Limeira, Portuguesa, Ponte Preta, Gama, ABC Futebol Clube, Metropolitano e Portuguesa Santista, onde disputou os Campeonatos Paulistas de 2005 e 2006, e posteriormente encerrou sua carreira.

#### Seleção Brasileira
Ronaldo chegou a ser convocado para a Seleção Brasileira por Paulo Roberto Falcão, que assumira o cargo após a Copa do Mundo de 1990 onde foi o segundo goleiro da seleção na Copa América de 1991. Falcão fracassou na função e logo foi substituído por Carlos Alberto Parreira, que não convocou Ronaldo por ser um jogador de temperamento muito forte que por muitas vezes criticava arbitragem, era expulso e discutia forte com seus companheiros de equipe.  Em 1993, diante da impossibilidade de convocar os dois goleiros de sua preferência (Taffarel e Zetti) para um amistoso contra a Alemanha, Parreira se viu obrigado a convocar o então corintiano para a partida. Ronaldo atuou como titular na derrota da seleção do Brasil por 2 x 1, mas com a convocação mista Ronaldo ainda se destacou defendendo cara a cara contra o atacante Klinsmann, mas depois dessa ocasião, Ronaldo só voltou a ser lembrado para a Seleção Brasileira depois da Copa do Mundo 1994, daí então coincidi-o com a data de seu casamento, o que causou sua desistência de participar do amistoso da Seleção do Brasil encerrando de vez suas chances de novas convocações com aquela comissão técnica.

#### Estilo e Características
Ronaldo, desde muito cedo, conquistou a fama de temperamental, o que o impediu de realizar o sonho de disputar uma Copa do Mundo. Tentou mudar sua conduta, mas não conseguiu amenizar seu forte temperamento explosivo. 

### Carreira na Música
Nos anos 90 iniciou sua carreira na música. Em 1995 no qual, montou a sua banda de rock chamada "Ronaldo e os Impedidos" na qual foi vocalista e líder da banda . 
Em 1996, a banda lançou o primeiro CD, intitulado "O Nome Dela" pela gravadora "Castle Brasil".
Um ano depois, montou outra banda, chamada "Ronaldo e os Fora da Lei" (com 2 "n") na qual também foi o vocalista e líder. Com essa banda, lançou mais um CD intitulado "Passaporte Falso", pela gravadora Play arte Music, ainda no ano de 1997.
Depois de um hiato de 19 anos, lançou o segundo disco com a banda "Ronaldo e os Impedidos" - o EP "Onde Está o Rock'n'Roll?".

#### Discografia
Com a banda "Ronaldo e os Impedidos"
- 1996 - "O Nome Dela"
- 2016 - "Onde Está o Rock'n'Roll?" (EP)

Com a banda "Ronaldo e os Fora da Lei"
- 1997 - "Passaporte Falso"

### Comentarista esportivo
Após aposentar-se dos gramados, Ronaldo virou comentarista esportivo, trabalhando nos programas Bola na Rede e RedeTV! Esporte, da RedeTV!, mas foi demitido tempos depois por usar roupas logotipadas no ar.
Atualmente, Ronaldo é comentarista do programa Jogo Aberto, da Rede Bandeirantes. No rádio, foi comentarista do programa Papo de Craque, #daBola e apresentador, ao lado de Marco Belo, do programa Esquenta, ambos na Rádio Transamérica. Ele deixou a emissora em 2022. No mesmo ano, estreou na Rádio Bandeirantes, passando a ficar exclusivo do Esporte da Band.

## Títulos Oficiais como Jogador
Corinthians
- Campeonato Paulista: 1988,[14] 1995[15] e 1997
- Campeonato Brasileiro: 1990
- Supercopa do Brasil: 1991
- Copa do Brasil: 1995